# John Norum
John Norum (ur. 23 lutego 1964 w Vardø w Norwegii) – szwedzki gitarzysta, od 1978 roku (z długą przerwą trwającą między 1986 i 2004) związany z zespołem Europe.
Oprócz działalności w grupie, jest autorem kilku solowych projektów, muzycznie odbiegających od stylu swojej pierwotnej grupy. Na płycie Optimus zadebiutował w roli wokalisty.

## Dyskografia
- Total Control (1987)
- Live in Stockholm (1990, EP)
- Face the Truth (1992)
- Another Destination (1995)
- Worlds Away (1996)
- Face It Live '97 (1997)
- Slipped into Tomorrow (1999)
- Optimus (2005)
- Play Yard Blues  (2010).